# Konungsö, Korpo
Konungsö med Stångkläppen, Norrbötet och Söderbötet är en ö i Finland. Den ligger i Skärgårdshavet och i kommunen Pargas i den ekonomiska regionen  Åboland i landskapet Egentliga Finland, i den sydvästra delen av landet. Ön ligger omkring 67 kilometer sydväst om Åbo och omkring 190 kilometer väster om Helsingfors.
Öns area är 21,7 hektar och dess största längd är 1 kilometer i nord-sydlig riktning.

## Sammansmälta delöar
- Konungsö 59°56′36″N 21°37′24″Ö / 59.94321°N 21.62329°Ö
- Stångkläppen 59°56′23″N 21°37′06″Ö / 59.93968°N 21.61837°Ö
- Norrbötet 59°56′43″N 21°37′25″Ö / 59.94537°N 21.62356°Ö
- Söderbötet 59°56′33″N 21°37′18″Ö / 59.9425°N 21.62164°Ö